# Smaragdgrön

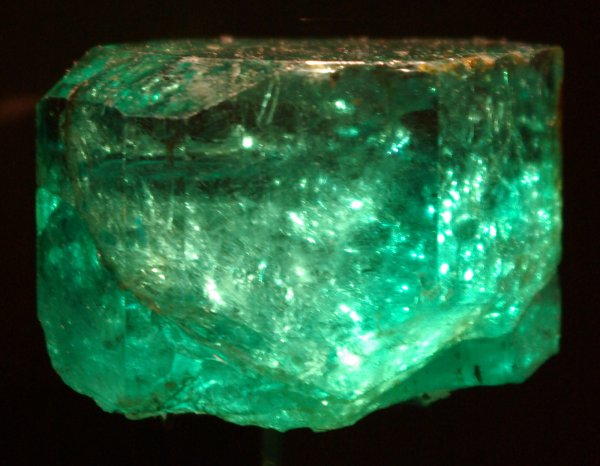
Smaragd

Smaragdgrön är en grön färg som fått sitt namn från ädelstenen smaragd. Flera olika färgpigment har sålts under namnet smaragdgrönt, och den ordagranna engelska översättningen emerald green syftar på ett annat pigment än det svenska smaragdgrönt. 
Någon färg med namnet smaragdgrön finns inte bland de ursprungliga HTML-färgerna eller webbfärgerna (X11). I andra källor ges emerald färgkoordinaterna i boxen härintill.